# Son Lux
Son Lux est un groupe de musique pop expérimentale américain. À l'origine un projet solo lancé par Ryan Lott, Son Lux fut changé en trio avec la sortie de son quatrième album, Bones, en 2015, où Ian Chang et Rafiq Bhatia se sont ajoutés à Ryan Lott pour le composer.
Le son unique de Son Lux est caractérisé par une influence post-rock et électronica ainsi qu'une exploration musicale comprenant des rythmes complexes, une importante utilisation des silences et des mélodies hors du commun.

## Histoire
Son Lux fait ses débuts en 2008 comme projet solo de l'auteur compositeur Ryan Lott. Il s'associe avec le label Anticon pour faire paraître en mars de cette même année son premier album studio, intitulé At War with Walls & Mazes. Celui-ci parvient à se faire reconnaître sur la scène musicale américaine puisqu'il reçoit la distinction de « Meilleur nouvel artiste » de la part de NPR peu après sa parution.
Le 17 mai 2011, le deuxième album de Son Lux, We Are Rising voit le jour dans le cadre du défi RPM Challenge (en), qui encourage et promeut les artistes réalisant un album complet.
Deux ans plus tard, en mai 2013, Son Lux signe avec le label américain Joyful Noise Recordings. Un mois plus tard, Ryan Lott annonce le single TEAR, qui se veut un avant-goût du troisième album de Son Lux, Lanterns. Le single est alors disponible en vinyles 7" et en version numérique et est séparé en deux parties, soit TEAR, part 1 et TEAR, part 2. En juillet 2013, Joyful Noise sort une série de flexi discs dans laquelle figure la chanson Black Waters de Son Lux. Le flexi disc contenant Black Waters est disponible en 1000 exemplaires. Le troisième album de Son Lux, Lanterns, paraît le 29 octobre 2013 et connaît un grand succès, grâce à certaines chansons telles que Easy, qui reste à ce jour l'une des chansons les plus populaires du groupe. La chanson Lost it to Trying est également bien reçue par le public et figure parmi les « meilleures nouvelles chansons » de 2013.
Pour donner suite à Lanterns, Son Lux publie en 2014 le EP Alternate Worlds, qui contient une nouvelle version de quatre chansons de Lanterns. Lorde chante d'ailleurs dans une deuxième version de Easy disponible sur le EP. Plus tard en 2014, Glassnote Records (en) devient le nouveau label de Son Lux. La même année, Ryan Lott compose la musique pour le film La Disparition d'Eleanor Rigby.
Durant la tournée de Lanterns, Ryan Lott est accompagné de deux collaborateurs, qui deviendront ensuite membres officiels de Son Lux: Ian Chang à batterie et Rafiq Bhatia à la guitare. Les trois musiciens s'entendent alors très bien et une forte connexion s'établit entre eux. Le projet solo de Ryan Lott évolue donc naturellement et Son Lux devient un trio. Le 23 juin 2015, le groupe publie donc son quatrième album, Bones, cette fois-ci avec la participation de Ian Chang et Rafiq Bhatia.
Le 7 avril 2017, le groupe fait paraître son quatrième EP, Remedy, qui contient quatre pistes.
Le 9 février 2018, Son Lux dévoile son dernier album, Brigther Wounds, qui est réalisé sous le label City Slang. Ryan Lott mentionne dans une interview l'influence de l'âge et de la vie sur cet album. En effet, Lott eut son premier enfant plus ou moins au même moment où il a perdu un ami en raison d'un cancer,.

## Discographie

### Albums
- At War with Walls & Mazes (Anticon, 2008)
- We Are Rising (Anticon, 2011)
- Lanterns (Joyful Noise, 2013)
- Original Music From And Inspired By: The Disappearance Of Eleanor Rigby (Glassnote, 2014)
- Bones (Glassnote, 2015)
- Brighter Wounds (City Slang, 2018)
- Tomorrows 1 (City Slang, 2020)
- Tomorrows 2 (City Slang, 2020)
- Tomorrows 3 (2021)
- Tomorrows Reworks (2021)
- Alternate forms (2023)

### EPs
- Weapons (Anticon, 2010)
- Beak & Claw (Anticon, 2012, avec Serengeti et Sufjan Stevens, alias Sisyphus (en))
- Alternate Worlds (Joyful Noise, 2014)
- Remedy (2017)
- Dream State (City Slang, 2018)

### Autres
- TEAR (7", Joyful Noise Recordings, 2013)
- Black Waters (série flexi discs, Joyful Noise Recordings, 2013)

### Bandes originales de films
- 2022 : Everything Everywhere All at Once des Daniels
- 2025 : Thunderbolts* de Jake Schreier

## Distinctions

### Nominations
- Oscars 2023 : Meilleure musique de film pour Everything Everywhere All at Once